# 선형 영상 편집
선형 영상 편집 또는 선형 비디오 편집(Linear video editing)은 미리 결정된 순서대로 이미지와 사운드를 선택, 배열 및 수정하는 영상 편집 후반 작업 프로세스이다. 비디오 카메라, 테이프 없는 캠코더로 캡처했거나 TV 스튜디오에서 비디오 테이프 레코더(VTR)로 녹화했는지 여부에 관계없이 콘텐츠에 순차적으로 접근해야 한다.
대부분의 비디오 편집 소프트웨어는 선형 편집을 대체했다. 과거에는 영화 편집이 선형 방식으로 수행되었다. 즉, 영화 릴을 말 그대로 테이크와 장면으로 구분된 긴 스트립으로 자른 다음 다시 접착하거나 테이프로 붙여 논리적인 영화 시퀀스를 만드는 방식이었다. 선형 비디오 편집은 시간이 더 많이 소요되고 고도로 전문화되고 지루한 작업이다. 그럼에도 불구하고 이는 다음과 같은 이유 때문에 오늘날에도 관련이 있다.
- 방법이 간단하고 저렴하다.
- 일부 작업에서는 필수이다. 예를 들어 비디오 클립의 두 섹션만 순서대로 연결해야 하는 경우 이 방법이 가장 빠르고 쉬운 방법인 경우가 많다.
- 비디오 편집자가 선형 편집 기술을 배우면 지식과 다양성이 향상된다. 선형 편집 기술을 먼저 배운 많은 전문 편집자들에 따르면 이들은 능숙한 만능 편집자가 되는 경향이 있다.

1990년대 초 컴퓨터 기반 임의 접근 비선형 편집 시스템(NLE)이 등장하기 전까지 선형 비디오 편집은 간단히 영상 편집이라고 불렸다.

## 역사
생방송 TV는 현대적인 기술 발전으로 인해 변형되기는 했지만 본질적으로 1950년대와 동일한 방식으로 제작된다. 비디오 테이프 이전에는 동일한 프로그램을 다시 방송하는 유일한 방법은 본질적으로 영화 카메라와 쌍을 이루는 비디오 모니터인 키네스코프를 사용하여 프로그램을 촬영하는 것이었다. 그러나 키네스코프(텔레비전 쇼의 영화)는 이미지 왜곡과 명백한 스캔 라인부터 대비의 아티팩트 및 디테일 손실에 이르기까지 다양한 종류의 화질 저하로 어려움을 겪었다. 키네스코프는 필름 연구실에서 처리하고 인쇄해야 했기 때문에 서로 다른 시간대에 지연된 방송에는 적합하지 않았다.
비디오 테이프 개발의 주요 동기는 단기 또는 장기 보관 매체였다. 수십 년에 걸친 일련의 기술 발전 후에야 비디오 테이프 편집은 마침내 영화 편집과 동등한 실행 가능한 제작 도구가 되었다.